# Bacilladnaviridae
Bacilladnaviridae ist die Bezeichnung für eine Familie von Viren mit DNA-Genom im Phylum Cressdnaviricota (en. circular REP-encoding single-stranded DNA viruses, informell CRESS-DNA-Viren). Ihre natürlichen Wirte sind hauptsächlich Kieselalgen (Diatomeen alias Bacillariophyta) wie Chaetoceros. Sie haben ein unsegmentiertes, zirkuläres Genom, das zu einem kleinen Teil Doppelstrang-DNA, ansonsten aber Einzelstrang-DNA ist.
Die Bezeichnung Bacilladnaviridae ist zusammengesetzt aus der Bezeichnung Bacillariophyta für die Wirte, DNA, und der Endung -viridae für Virusfamilien.

## Beschreibung

Genomkarte der Spezies Chaetoceros protobacilladnavirus 2, Gattung Protobacilladnavirus, mit einem einzigen komplementären ssDNA-Fragment

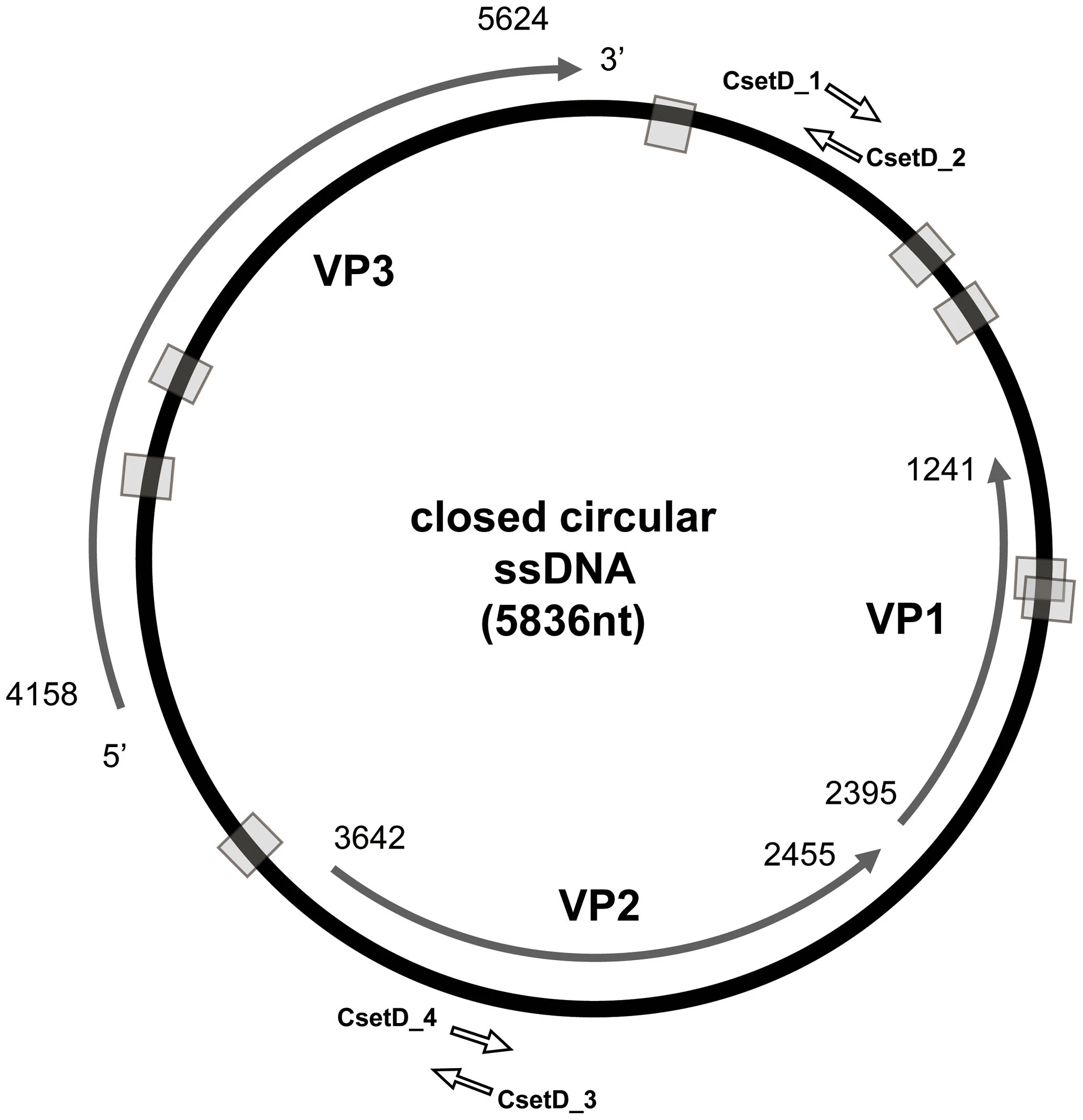
Genomkarte von Chaetoceros setoensis DNA virus (CsetDNAV), Spezies Chaetoceros diatodnavirus 1, Gattung Diatodnavirus.

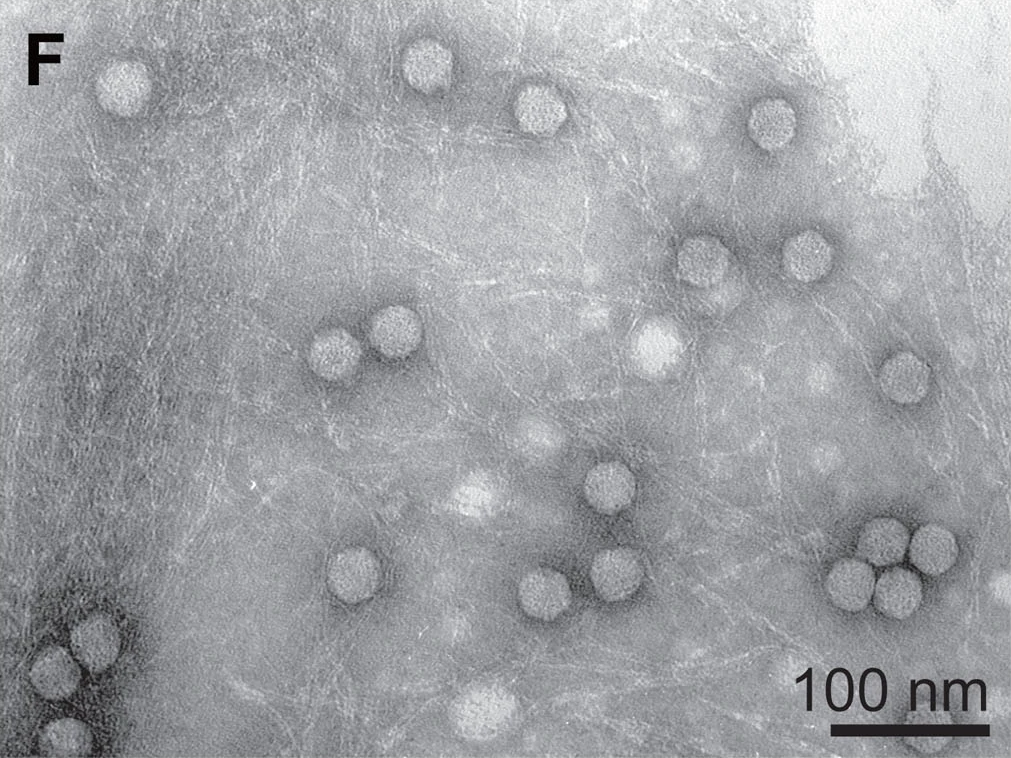
TEM-Aufnahme von Ultradünnschnitten von Chaetoceros setoensis und negativ gefärbten Chaetoceros setoensis DNA-Virionen (CsetDNAV), Spezies Chaetoceros diatodnavirus 1

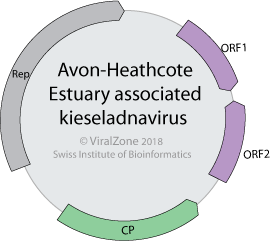
Genomkarte der Spezies Avon-Heathcote Estuary associated kieseladnavirus, Gattung Kieseladnavirus, dargestellt ohne das (vorhandene) komplementäre ssDNA-Fragment.

Die Virionen haben einen Durchmesser von etwa 34 nm – bei Chaetoceros setoensis DNA virus (CsetDNAV, Spezies Chaetoceros diatodnavirus 1) beispielsweise 33 nm – und sammeln sich im Zellkern an.
Das Genom dieser Viren scheint einzigartig zu sein. Es besteht aus einem einzigen Molekül kovalent geschlossener zirkulärer einzelsträngiger DNA von 4,5–6 kb (Kilobasen) sowie (normalerweise) einem Segment (Fragment) bezeichnet linearer ssDNA von (insgesamt) ca. 0,6 bis 1 kb. In der Baltimore-Klassifikation weist sie dies als Mitglieder der Gruppe 2 (ssDNA-Viren) aus. Die linearen Fragmente sind aber komplementär zu einem Teil des geschlossenen Rings, wodurch in diesem teilweise doppelsträngige Regionen (dsDNA) entstehen, eine Konfiguration, die nach Baltimore nicht klassifizierbar wäre. Ausnahmen von der üblichen Zahl von einem komplementären Fragment sind beispielsweise:
 ● Bei Chaetoceros setoensis DNA virus (CsetDNAV) hat die zirkuläre DNA eine Länge von 5836 nt (Nukleotiden der Basen), und es gibt sogar acht kurze Segmente linearer komplementärer ssDNA mit jeweils nur 67 bis 145 nt.
 ● Bei dem als Mitglied vorgeschlagenen Spezies „Chaetoceros debilis DNA virus“ (CdebDNAV) gibt es offenbar keine solchen linearen Fragmente.
Es gibt mindestens drei große Offene Leserahmen (englisch open reading frames, ORFs) in diesem Genom: VP1, VP2, VP3 (der Größe nach aufsteigend). D. h. es kodiert für (mindestens) drei Proteine.
Wahrscheinlich replizieren Bacilladnaviridae ähnlich wie andere eukaryotische ssDNA-Viren ihr Genom per Rolling-Circle-Mechanismus, der durch die im Virusgenom kodierte Endonuklease Rep (kodiert durch VP3) initiiert wird.
Dieses Protein weist bei den Bacilladnaviridae jedoch unter den konservierten Sequenzmotiven für diese spezifische Besonderheiten auf und bildet in phylogenetischen Bäumen eine monophyletische Klade, die von anderen Gruppen von ssDNA-Viren getrennt ist.
Das Kapsidprotein CP (kodiert durch VP2) hat eine Jelly-Roll-Faltung (englisch single jelly roll fold) und ist am engsten mit den entsprechenden Proteinen von Mitgliedern der Familie Nodaviridae verwandt, die allerdings ein Einzelstrang-RNA-Genom besitzen. Offenbar ist es im Laufe der Evolution der ssDNA-Bacilladnaviridae zu einer Übernahme des Kapsid-Gens von den ssRNA-Nodaviridae gekommen.
Reife Virionen werden am Ende durch Lyse der Wirtszelle freigesetzt.

## Systematik

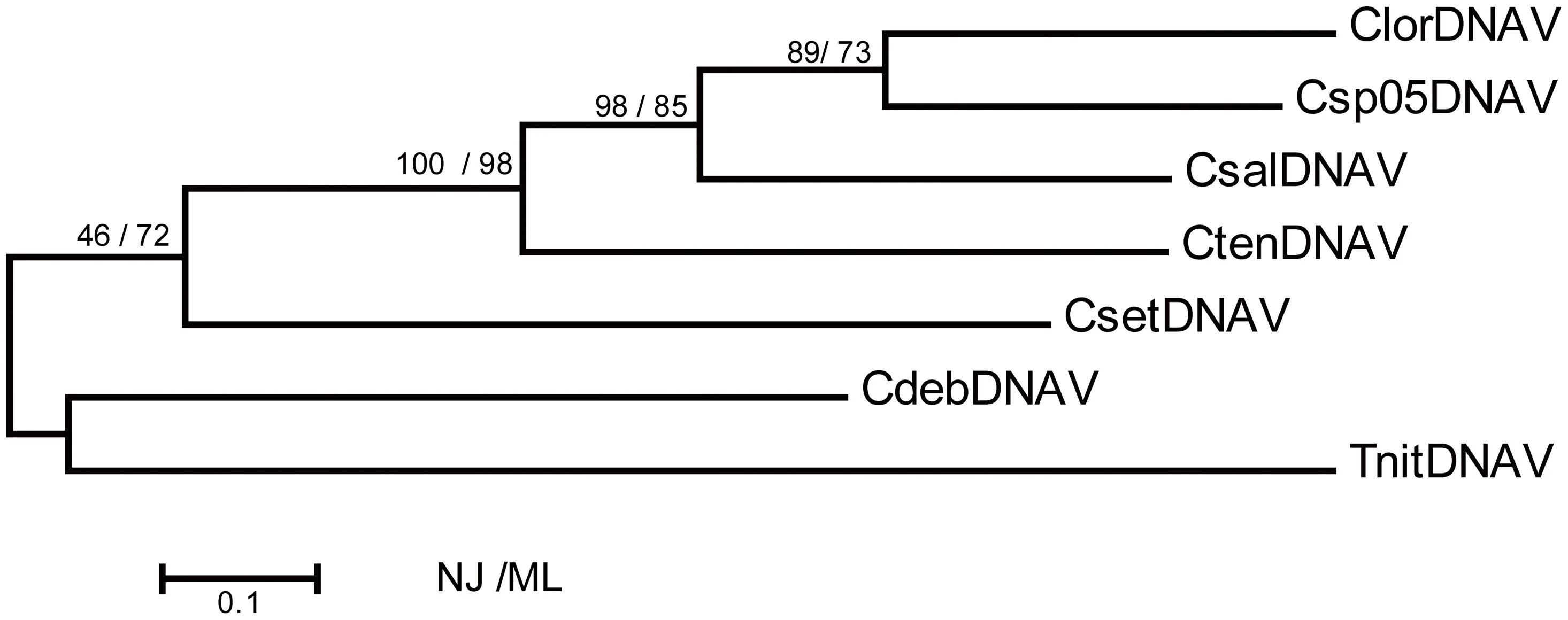
Phylogenetischer Baum einiger Viren (bzw. vermutlicher Metagenom-Contigs) der Bacilladnaviridae, vorgeschlagen von Tomaru et al. (2013) Fig. 6.

Die Systematik der Familie Bacilladnaviridae gestaltet sich nach ICTV – ergänzt um einige Vorschläge in doppelten Anführungszeichen (nach NCBI wo nicht anders vermerkt) – ist mit Stand Mai/Juni 2024 wie folgt:
Realm: Monodnaviria, Phylum: Cressdnaviricota, Klasse: Arfiviricetes, Ordnung: Baphyvirales, Familie: Bacilladnaviridae
- Gattung: Aberdnavirus
  - Spezies: Aberdnavirus waitai mit Avonheates virus SG_61 (AvVSG_61)

- Gattung: Diatodnavirus
  - Spezies: Diatodnavirus chaese (ehem. Typus) mit Chaetoceros diatodnavirus 1 alias Chaetoceros setoense DNA virus, Chaetoceros setoensis DNA virus (CsetDNAV)[7] – 5836:67+70+72+78+90+107+109+145 nt

- Gattung: Keisodnavirus
  - Spezies: Keisodnavirus chaetenu mit Chaetoceros tenuissimus DNA virus SS12-43V (CtenDNAVSS12-43V)

- Gattung: Kieseladnavirus
  - Spezies: Keisodnavirus ampcren (ehem. Typus) mit Avon-Heathcote Estuary associated kieseladnavirus (AHEaBV) – 4742 nt
  - Spezies: Kieseladnavirus karahue mit Avonheates virus Gas_1078 (AvVGas_10781)
  - Spezies: Kieseladnavirus katao mit Avonheates virus SG_120 (AvVSG_120)
  - Spezies: Kieseladnavirus titiko mit Avonheates virus SG_4_10 (AvVSG_4_10)

- Gattung: Protobacilladnavirus (veraltet Bacilladnavirus)[11]
  - Spezies: Protobacilladnavirus chaelor (früher Chaetoceros protobacilladnavirus 3) mit Chaetoceros lorenzianus DNA virus (ClorDNAV)[7]
  - Spezies: Protobacilladnavirus chaetoc (früher Chaetoceros protobacilladnavirus 2) mit Chaetoceros sp. DNA virus 7 (Csp07DNAV) – 5552:827 nt
  - Spezies: Protobacilladnavirus chasesal (ehem. Typus) mit Chaetoceros protobacilladnavirus 1 alias Chaetoceros salsugineum DNA virus 1, Chaetoceros salsugineum DNA virus 01, Chaetoceros nuclear inclusion virus (CsalDNAV, CspNIV) – 6000:997 nt[12][13][14]
  - Spezies: Protobacilladnavirus hasleos mit Snail associated protobacilladnavirus 2 alias Amphibola crenata associated bacilladnavirus 2 (AcrBV2) – 4576 nt
  - Spezies: Protobacilladnavirus mudflat mit Snail associated protobacilladnavirus 1 alias Amphibola crenata associated bacilladnavirus 1 (AcrBV1) – 4729 nt
  - Spezies: Protobacilladnavirus redsnap mit Bacilladnaviridae sp. isolate ctdc18 (BacVctdc18)
  - Spezies: Protobacilladnavirus snap mit Bacilladnaviridae sp. isolate ctia23 (BacVctia23)
  - Spezies: Protobacilladnavirus tenuis (früher Chaetoceros protobacilladnavirus 4) mit Chaetoceros tenuissimus DNA virus 1 (CtenDNAV1)

- Gattung: Puahadnavirus
  - Spezies: Puahadnavirus aber mit Avonheates virus SG_19 (AvVSG_19)
  - Spezies: Puahadnavirus inbhir mit Avonheates virus SG_146 (AvVSG_146)
  - Spezies: Puahadnavirus kaisui mit Avonheates virus SG_479 (AvVSG_479)
  - Spezies: Puahadnavirus takutai mit Avonheates virus SG_28 (AvVSG_28)

- Gattung: Seawadnavirus
  - Spezies: Seawadnavirus avonheat mit Avonheates virus SG_924 (AvVSG_924)
  - Spezies: Seawadnavirus gataifale mit Avonheates virus SG_154 (AvVSG_154)
  - Spezies: Seawadnavirus kuhtahan (früher Marine protobacilladnavirus 1, ehem. Typus) mit Bacillariodnavirus LDMD-2013 (LDMD-2013)

- nicht-klassifizierte Bacilladnaviridae:

- Spezies: „Chaetoceros debilis DNA virus“ (CdebDNAV) – ca. 7000 nt;
- Spezies: „Chaetoceros sp. strain TG07-C28 DNA virus“ (Csp05DNAV) – 5785:890 nt
- Spezies: „Chaetoceros tenuissimus DNA virus [2]“ (CtenDNAV) – 5639:875 nt (Typ 1), 5570:669 nt (Typ 2)
- Spezies: „Haslea ostrearia associated bacilladnavirus“
- Spezies: „Thalassionema nitzschioides DNA virus“ (TnitDNAV) – 5573:600 nt
- ?Spezies „Heterosigma akashiwo Nuclear Inclusion Virus“ (HaNIV)

Oben mit angegeben sind die Genomgößen, ggf. (soweit bekannt) auch die Fragmentgrößen nach Arsenieff (2018) und Kazlauskas et al. (2017)